# Везило (архиепископ Майнца)
Везило (нем. Wezilo; ? — 1088) — церковный деятель XI века, архиепископ Майнца (1084—1088).

## Биография
Служил священником в Хальберштадте. Везило был обязан своим продвижением поддержке императора Священной Римской империи Генриха IV, верным и активным сторонником которого был в его конфликте с Ватиканом, поддерживал антипапу Климента III.
В 1084 году был назначен архиепископом Майнца.
В 1085 году он вёл переговоры от имени императора с папским легатом, будущим Папой римским Урбаном II. В том же году Велило за рвение, с которым он отстаивал интересы императора, был осужден за симонию и отлучён от правящего Синода Кведлинбурга.
В мае 1087 года «имперский префект Везило» содействовал ставленнику императора антипапе Клименту III в изгнании из Рима Папы Римского Виктора III.
На политическом уровне Везило был активным посредником между Генрихом IV и возведенным на королевский престол чешским князем Вратиславом II.
На посту архиепископа Майнца правил короткое время и даже по свидетельствам своих оппонентов, был одним из самых выдающихся церковных иерархов.
Архиепископ Везило похоронен в соборе Майнца.